# Lampropeltis zonata
Espèce
Synonymes
- Coluber zonatus Lockington, 1835
- Ophibolus getulus multicinctus Yarrow, 1882
- Lampropeltis zonata multifasciata Bocourt, 1886
- Lampropeltis zonata agalma Van Denburgh & Slevin, 1923
- Lampropeltis zonata herrerae Van Denburgh & Slevin, 1923
- Lampropeltis multicincta (Yarrow, 1882)
- Lampropeltis zonata parvirubra Zweifel, 1952
- Lampropeltis zonata pulchra Zweifel, 1952
- Lampropeltis zonata multicincta (Yarrow, 1882)
- Ophibolus zonata multifasciata Bocourt, 1886
- Lampropeltis herrerae Van Denburgh & Slevin, 1923

Statut de conservation UICN

 LC  : Préoccupation mineure
Lampropeltis zonata est une espèce de serpent de la famille des Colubridae. Ce serpent se dénomme également le serpent-roi des montagnes.

## Répartition
Cette espèce se rencontre :
- aux États-Unis dans les États d'Oregon, de Washington et de Californie ;
- au Mexique dans l'État de Basse-Californie.

On le retrouve jusqu'à 3 000 m d'altitude dans les montagnes et plateaux.

## Description
Lampropeltis zonata mesure entre 51 et 127 cm. Son dos est blanc, blanc-crème, noir ou rouge avec des anneaux jaunes. Ces anneaux peuvent être de largeur variable selon les populations. Les tonalités rouges peuvent varier du rose au rouge sang en passant par l'orangé et sont parfois peu visibles. Certains individus peuvent être uniquement blanc et noir. Les différentes couleurs dorsales se retrouvent en face ventrale mais avec une tonalité plus claire et terne. L'extrémité du museau est généralement noire parfois tachée de rouge et suivie par une première rayure blanche.
C'est un serpent constricteur non venimeux mais les couleurs qu'il arbore lui servent à passer pour un serpent corail qui, lui, est venimeux. De ce fait, ses prédateurs seront découragés.
Cette espèce se nourrit de lézards, de micrommamifères, des oisillons en particulier ceux de grives et de pinsons, des œufs, des amphibiens et des serpents, y compris des individus de sa propre espèce.
C'est une espèce ovipare. Les accouplements ont lieu en début de printemps et les œufs sont pondus en juin ou juillet. L'éclosion a lieu 50 à 65 jours plus tard. Les juvéniles mesurent
entre 18 et 28 cm à leur naissance.
Des hybrides ont été observés entre cette espèce et Lampropeltis getula.

## Dans la culture
- California mountain snake, le nom commun anglais du Lampropeltis zonata, est le surnom d'Elle Driver, dans Kill Bill.

## Publication originale
- Lockington, 1835 in Blainville, 1835 : Description de quelques espèces de reptiles de la Californie précédée de l’analyse d’un système général d’herpétologie et d’amphibologie. Nouvelles Annales du Museum d'Histoire Naturelle de Paris, vol. 4, p. 232-296 (texte intégral).